# Jan Janowicz Zenowicz
Jan Janowicz Zenowicz (Zienowicz, ok. 1550–1614) – podstoli wielki litewski 1576–1594, kasztelan witebski (1594–1600) i smoleński od roku 1600, kalwin.
Był wybrany prowizorem przez protestancko-prawosławną konfederację wileńską w 1599 roku.